# Harrison (Nebraska)
Harrison település az Amerikai Egyesült Államok Nebraska államában, Sioux megyében, melynek megyeszékhelye is. Lakosainak száma 239 fő (2020. április 1.).

## Népesség
A település népességének változása:
| Lakosok száma | 111  | 279  | 251  | 239  |
|               | 1890 | 2000 | 2010 | 2020 |